# 阿曽沼次郎
阿曽沼 次郎（あそぬま じろう、嘉永3年（1850年）4月19日 - 大正5年（1916年））は、幕末期の長府藩士。10余年かけて北海道の全道の地形測量をした技師として知られる。

## 経歴
長門国豊浦（現・山口県）の長府城下に長府藩士阿曽沼荒太の長男として生まれる。長州藩校明倫館に入学して兵法を学び、戊辰戦争で長州藩の民兵組織・報国隊士として北越戦争や会津戦争に従軍した。戦争後、上京して慶應義塾に入り測量術を学ぶ。
明治4年（1871年）、工部省に測量司が発足すると、工部大丞山尾庸三の推挙により、三井資源、小林有直、南清らとともに測量学校に有給で入学する。測量師長コリン・マクヴェイン他のイギリス人技師のもとで初年に理論を、その後の2年間は測量実務を学ぶ。1872年4月に銀座・築地焼失地区の測量、同年5月から旧江戸城周辺の測量、その後、東京府下で基線による三角測量に従事。1874年1月に測量司の内務省移管に伴い内務省属となり、同年8月30日には同省地理寮量地課所属となり、量地課（測量課）廃止後は、勧農局地質課（地質調査総合センターの前身）に在籍し、倉田吉嗣、関野修蔵、大川通久、神足勝記らと共にドイツ人技師と共に地質調査のための地形測量を行う。他、フォッサマグナ地域の地磁気偏角調査等も行っている。
明治20年（1887年）北海道庁が開庁されると、初代長官として就任した岩村通俊に招かれ、福士成豊の事業を引継ぎ、基線測量、三角測量を基礎とする正則な地図作成事業を10年弱を費やして、縮尺1/200,000地形図を陸地測量部による輯製20万分1図に先駆けて完成させた。
その後は殖民地区画図作成に従事。現在の北海道の基幹道に大きな影響を与えている。 明治33年（1900年）油田調査事業にあたる。

## 著書
- 農商務省地質局編製『日光図幅』農商務省地質局、1888年
- 北海道編『北海道実測切図』小塩自治堂、1903年 NDLJP:767815